# Jonava (gemeente)
Jonava is een van de 60 Litouwse gemeenten, in het district Kaunas.
De hoofdplaats is de gelijknamige stad Jonava. De gemeente telt 52.300 inwoners op een oppervlakte van 944 km².

## Plaatsen in de gemeente
Plaatsen met inwonertal (2001):
- Jonava – 34954
- Rukla – 2376
- Upninkai – 1019
- Žeimiai – 962
- Šveicarija – 848
- Užusaliai – 844
- Bukonys – 657
- Kuigaliai – 455
- Šilai – 441
- Išorai – 437